# 雀尔沟河
雀尔沟河，也称军塘湖河，位于中华人民共和国新疆维吾尔自治区昌吉回族自治州呼图壁县西部地区的一条河流，发源于依连哈比尔尕山北坡特力斯喀达坂，上游自西南向东北流，出山口后转向北流，经雀尔沟镇、红山水库和大丰镇后散失于平原灌区。山口以上河长57千米，流域面积约780平方千米，年均径流量约0.3245亿立方米。